# المسيحية في التبت

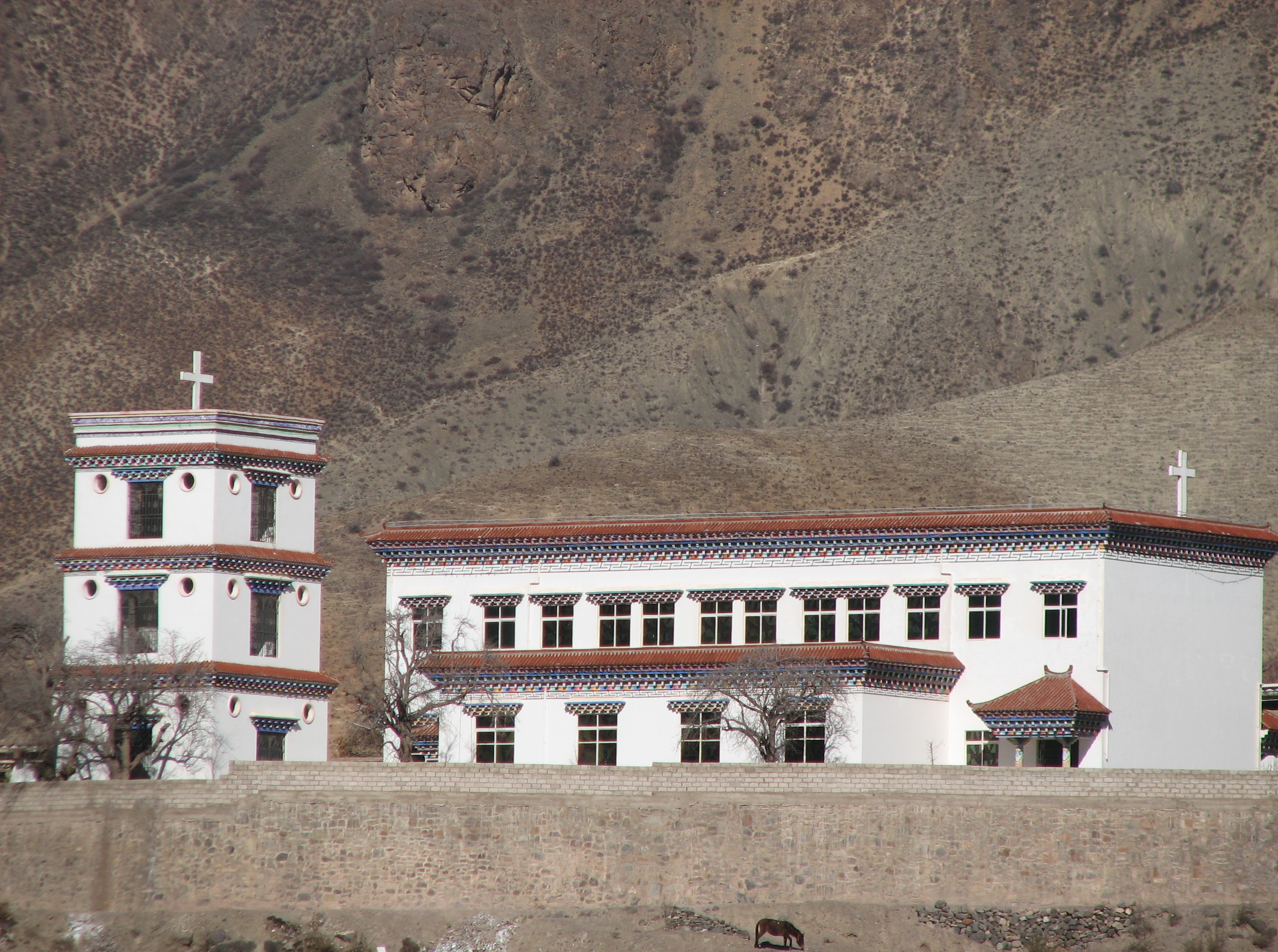
كنيسة كاثوليكية في قرية يركالو في قامدو.

تُشكل المسيحية في التبت أقلية دينية صغيرة العدد؛ وبحسب تقديرات تعود إلى عام 2012 كان حوالي 0.02% من سكان منطقة التبت ذاتية الحكم من المسيحيين، ويعيشون بشكل أساسي في المناطق الشرقيَّة من التبت. ويُقدَّر الباحثين أعداد الكاثوليك من العرقيَّة التبتيَّة بحوالي 700 شخص، يتعبدون في كنيسة كاثوليكيَّة تقع في مجتمع يانجينغ الكاثوليكي التقليدي في شرق المنطقة.
أول المسيحيين الذين تم توثيق وصولهم إلى التبت هم النساطرة، وتم العثور على بقايا ونقوش مختلفة توثق وجودهم في التبت. وفي عام 1716 وصل تجار مسيحيين شرقيين من الأرمن والروس إلى لاسا. أمّا أولى البعثات الرومانية الكاثوليكية قثد وصلت إلى التبت من خلال الرهبان اليسوعيين والفرنسيسكان الذين قدموا من أوروبا في القرن السابع عشر والقرن الثامن عشر. وعلى الرغم من اتبّاع سياسة إلحاد الدولة المتشدد والاضطهاد الديني الشديد منذ ضم التبت إلى جمهورية الصين الشعبية، لا يزال للمسيحية أتباع من العرقيَّة التبتيَّة.

## تاريخ

### العصور المبكرة

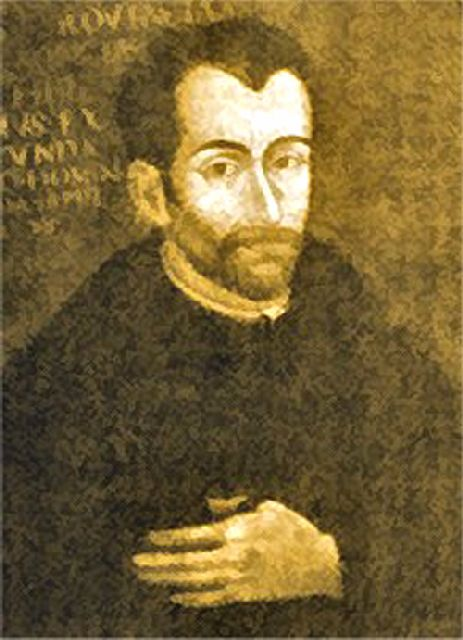
أنطونيو دي أندرادي، كان أول أوروبي معروف عبر جبال الهيمالايا ووصل إلى التبت، وأقام أول بعثة كاثوليكية على أرض التبت.

انتشرت العديد من المستوطنات التجارية السريانية النسطوريّة على طريق الحرير التجاري حيث كانت هذه البؤر السكانية أولى مراكز المسيحية في آسيا. ومن غير المستبعد أن أعدادًا من المسيحيين وصلوا إلى الصين في الفترة التي سبقت سلالة تانغ (618-907). ومن المعروف أن نشاط رهبان كنيسة المشرق في الصين والتبت يعود للقرن السادس الميلادي، حيث يعزى إليهم جلب دودة القز إلى الغرب حوالي عام 552. ويعود أول أثر لهم في البلاط الإمبراطوري إلى عهد الإمبراطور تايتسونغ حين استقبل الراهب ألوفين الذي شرع في ترجمة كتب دينية مسيحية إلى الصينية عام 635. قام الإمبراطور لاحقًا بسن قانون يسمح بنشر المسيحية في الصين، فبني دير في العاصمة الصينية شيان عام 638. تميز القرن التاسع بانتشار حركة الترجمة من السريانية إلى الصينية من ضمنها العهد الجديد بأكمله بالإضافة لعدة أسفار من العهد القديم.
غير أن الأحداث السياسية المتوترة في الصين أدت لتراجع المسيحية، وفي نفس الفترة ازدهرت في التيبت بشكل كبير فانتشرت الكنائس على الطريق الواصلة بين لهاسا وكاشغر. كما أصبحت مملكة تانغوت شرق التيبت مركزًا لبطريرك الصين. تُشير الوثائق إلى حضور النساطرة كان أيضًا حاضرين في المعسكر الإمبراطوري لمونكو خان في شيرا آوردو، حيث تناقشوا عام 1256 مع كارما باكشي (1204/6-1283). في عام 1716 وصل تجار مسيحيين شرقيين من الأرمن والروس إلى لاسا.

### البعثات الكاثوليكية
وصلت أولى البعثات الرومانية الكاثوليكية إلى التبت من خلال الرهبان اليسوعيين والفرنسيسكان الذين قدموا من أوروبا في القرن السابع عشر والقرن الثامن عشر. أثناء حكم لوزانغ غياتسو الدالاي لاما الخامس والملقب بالكبير أو العظيم، مكث اثنان من المبشرين اليسوعيين، وهما الألماني يوهانس جروبر والبلجيكي ألبرت دورفيل، في لاسا لمدة شهرين (أكتوبر ونوفمبر من عام 1661)، خلال طريقهم من بكين إلى غوا البرتغالية في الهند. ووصفوا الدالاي لاما بأنه «زعيم قوي ورحيم» و«أب شيطاني يقتل من يرفض أن يعبده».
من أهم المبشرين البرتغاليين كان الراهبان اليسوعيان أنطونيو دي أندرادي ومانويل ماركيز الذين وصلوا إلى غرب التبت في عام 1624 وقد تم الترحيب بهم من قبل العائلة المالكة حيث سُمح لهم ببناء كنيسة في وقت لاحق. في عام 1627، كان هناك حوالي مائة من السكان المحليين قد أعتنقوا للمسيحية. وفي وقت لاحق، أُدخلت المسيحية إلى مدن شتى في أرجاء مملكة تسانغ، وقد رحب حاكم مملكة تسانغ بالمبشرين وسَمح للراهب أندرادي بإنشاء دير يسوعي في شيغاتسي في عام 1626. في عام 1661 وصل مبشر يسوعي آخر، وهو الراهب يوهان غربر، وقد عبر التبت قبل التوجه إلى النيبال. وقد بنى رفاقة من المبشرين الآخرين كنيسة في لاسا. وتبعه قدوم الراهب اليسوعي إيبوليتو ديسيديري بين عام 1716 وعام 1721، الذي اكتسب معرفة عميقة في الثقافة واللغة التبتية والبوذية.
عام 1719 وصل إلى لاسا، راهبان إيطاليان من الرهبنة الكبوشية وهما فرانشيسكو ديلا بينا ودومينيكو دا فانو، إلى جانب مع بعض الرهبان الكبوشيين. تبع ذلك منافسة مع المبشر اليسوعي إيبوليتو ديسيديري، قرر الكرسي الرسولي عام 1721 السماح بالتبشير لصالح الكبوشيين الذين حصلوا بالفعل على تصريح من السلطات التبتية لبناء كنيسة صغيرة. حيث أذن كيلزانغ غياتسو، الدالاي لاما السابع، ببناء الكنيسة على مرتفعات المدينة عام 1726. وعاد رئيس البعثة الكبوشية، فرانشيسكو ديلا بينا، إلى روما عام 1737، عندما أرسل البابا بندكت الرابع عشر رسالة إلى الدالاي لاما السابع، واتخذ الطريق إلى التبت. وسرعان ما بدأت البعثة الكاثوليكية في جذب المتحولين الذين قوبلوا بالعداء من قبل جيلوغبا لاما. ناشد المئات من جيلوغبا لاماس حكومة لاسا إبعاد المبشرين الأوروبيين. في القرن السابع عشر أُستخدمت المسيحيَّة من قبل بعض الملوك التبتيين من أجل إضعاف تأثير طائفة القبعة الصفراء غيلوغ البوذية التبتية حتى 1745، عندما تم طرد جميع المبشرين بعد إصرار لاما على طردهم. ودُمرت الكنيسة الكاثوليكية فيما بعد في عام 1745.

### العصور الحديثة

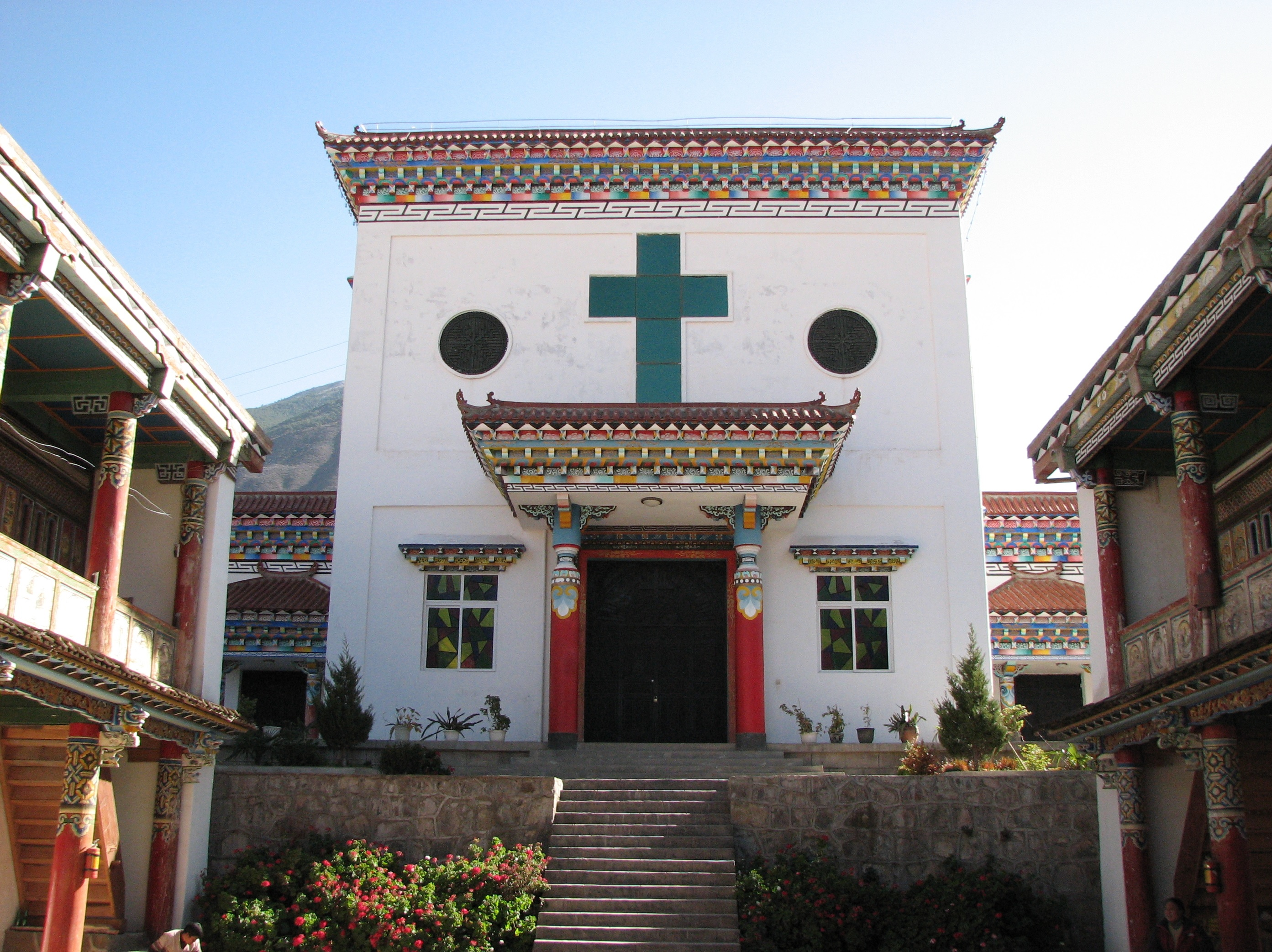
كنيسة كاثوليكية في قرية يركالو في قامدو.

تأسست كنيسة كاثوليكية في قرية يركالو في قامدو في عام 1865 من قبل فيليكس بيت وأوغست ديسجودين، وهما مبشرين فرنسيين من جمعية البعثات الأجنبية في باريس. كان مقر البعثة في شينجيانغ لكن بعض مبشريها اختاروا التبشير في التبت. في غضون بضع سنوات، قتل اللصوص التبتيون بدعم من اللامات البوذيين عشرة كهنة كاثوليك ودمروا جميع البعثات الكاثوليكية باستثناء بعثة واحدة كان مقرها في يانجينغ. وقاموا بجلب معهم خمسة وثلاثون من المؤمنين المحليين، بعد أن طُردوا من البعثة الرئيسية لبونجا في يركالو، التي احتلتها سلالة تشينغ الحاكمة، وتم إنشاء كنيسة يركالو بشكل قانوني في بعض قطع الأرض بتواطؤ السكان وصمت المسؤولين المحليين. تاريخياً، تنازعت كل من الصين والتبت حول حيازة آبار يركالو المالحة، التي تمر من جانب من الحدود الصينية التبتية. أخيرًا، في عام 1932، تم وضع القرية تحت سلطة منطقة التبت ذاتية الحكم في لاسا.
في عام 1877 وصل المبشر البروتستانتي جيمس كاميرون من البعثة الداخلية للصين إلى باتانغ في جارتسه التبتية ذات الحكم الذاتي بمقاطعة سيتشوان، وكان هدفه جلب الإنجيل إلى شعب التبت. كانت هانا رويل تايلور، والمعروفة باسم آني رويل تايلور، مستكشفة إنجليزية ومبشرة إنجيلية عملت في أراضي الصين. وكانت أول امرأة غربية زارت التبت. حيث حاولت الوصول إلى مدينة لاسا «المحرمة» بين أعوام 1892-1893. في بداية القرن العشرين، أعتنق عدد كبير من السكان المحليين المسيحية.

#### تمرد التبت عام 1905

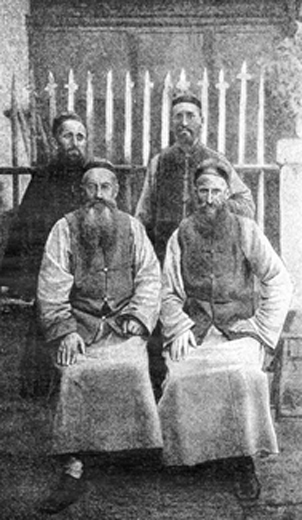
صورة تاريخية لأربعة مبشرين فرنسيين في التبت: قتل عدد منهم خلال تمرد التبت عام 1905.

خلال تمرد التبت عام 1905، قادت طائفة القبعة الصفراء غيلوغ البوذية التبتية تمردًا تبتيًا، وهاجم اللامايون البوذيون التبتيون المبشرين المسيحيين وقاموا بتعذيب وقتل المبشرين الكاثوليك الفرنسيين وقتل التبتيين الذين اعتنقوا الكاثوليكية وبحرق عشرات الكنائس. كما وأغتيل مسؤولين من سلالة تشينغ الصينية، وهاجموا اللامات التبتيون جيش تشينغ الذي كان يقمع أعمال الشغب. ويعتبر هذا الحدث أحد أكبر الاضطهادات الدينية التي نظمها اللامات التبتيون. حيث حرض اللامات على كراهية الأجانب وزعموا أن فنغ تشيوان هو مفوض مزيف أرسله الفرنسيون واتهموه زوراً بالترويج للغة الفرنسية والثقافة المسيحية.
بدأت الانتفاضة كمعارضة للسياسات الجديدة لاستصلاح الأراضي وحدود المجتمع الرهباني. في 2 أبريل 1905، قامت أعمال الشغب المناهضة للكاثوليكية بقيادة اللامات حيث قاموا بذبح المئات من الكاثوليك التبتيين المحليين الذين تحولوا إلى المسيحية وحُرقت عشرة كنائس. وكان يُنظر إلى المبشرين الفرنسيين على أنهم حلفاء لسلالة تشينغ الحاكمة، حيث قُتل أحدهم على الفور (لم يتم العثور على رفاته أبدًا)، وتعرض آخر للتعذيب لمدة اثني عشر يومًا قبل إعدامه، بينما تمت ملاحقة الاثنين الآخرين لمدة ثلاثة أشهر وقُطع رأسهما عندما تم القبض عليهما. تحت الضغط الفرنسي لحماية المبشرين والضغط الداخلي لوقف تهديد الغزو البريطاني من الحدود الغربية، قاد تشاو إيرفنغ خليفة فنغ تشيوان حملة عقابية دموية لقمع الانتفاضة عام 1906. وقعت حكومة تشينغ اتفاقية تعويض مع القنصل الفرنسي في يونان في 23 يوليو 1906. دفعت حكومة تشينغ 150,000 تيل (حوالي 5000 كجم) من الفضة إلى الفرنسيين وحوالي 9,000 تيل (حوالي 300 كجم) من الفضة إلى الكاثوليك الصينيين. في النهاية، أعادت السلالة التشينغية الصينية تأكيد سيطرتها على الحدود الشمالية ليونان والحدود الغربية لسيشوان.

#### من عام 1949 حتى الوقت الحاضر
على الرغم أن التبشير أصبح مهمة غير قانونية في الصين منذ عام 1949، ولكن اعتبارًا من عام 2013 كانت هناك عودة نشطة للبعثات التبشيرية المسيحية. حارب الكاهن السويسري موريس تورناي الاضطهاد الديني المناهض للكاثوليكية، وفي 11 أغسطس من عام 1949، بعد طرده من رعيته في يركالو، نصب الرهبان البوذيون كميناً وقتلوا الكاهن موريس تورناي، والذي كان يُسافر متخفيًا إلى لاسا لمناشدة الدالاي لاما مباشرةً من أجل منح التسامح الديني للمسيحيين التبتيين.
على الرغم من اتبّاع سياسة إلحاد الدولة المتشدد والاضطهاد الديني الشديد منذ ضم التبت إلى جمهورية الصين الشعبية، لا يزال للمسيحية أتباع من العرقيَّة التبتيَّة. فيما يتعلق بالكنيسة الرومانية الكاثوليكية، تنتمي التبت رسميًا إلى الأبرشية الرومانية الكاثوليكية في كانغدينغ، والتي لم يكن لها أسقف منذ عام 1962. وفي الوقت نفسه، في منطقة التبت المتمتعة بالحكم الذاتي، لدى كل من الرابطة الكاثوليكية الوطنية الصينية التي تُسيطر عليها الحكومة الصينية والكنائس المنزلية الموالية للفاتيكان لها حضور، على الرغم من صعوبة الحصول على إحصاءات لهذه الأخيرة.
فيما يتعلق بالبروتستانتية، فإن كل من الحركة الوطنية الثلاثة التي تسيطر عليها الحكومة الصينية وحركة الكنائس المنزلية المستقلة لها وجود أيضًا في التبت. ولكن كما هو الحال مع الكاثوليك الذين يتعبدون في كنائس منزلية، من الصعب جدًا الحصول على إحصائيات دقيقة بشأن أعداد البروتستانت الذين يتعبدون في الكنائس المنزلية.